# Bafétimbi Gomis
Pour les articles homonymes, voir Gomis.
Bafétimbi Gomis, appelé aussi Bafé Gomis, né le 6 août 1985 à La Seyne-sur-Mer en France, est un ancien footballeur international français, il évoluait au poste d'attaquant. Il est le cousin du footballeur Nampalys Mendy.

## Carrière

### Origines familiales
Né à La Seyne-sur-Mer de parents originaires du Sénégal et de Guinée-Bissau, Bafétimbi Gomis grandit à la Beaucaire, une cité située dans la banlieue de Toulon.
Il évolue d'abord dans les équipes de jeunes du Sporting Toulon Var puis est repéré en 2000 par l'AS Saint-Étienne dont il intègre le centre de formation à l'âge de 15 ans. Sous les couleurs de l'ASSE, il perd en finale du championnat de France des moins de 15 ans 2000-2001 face à l'INF Clairefontaine.

### Carrière en club

#### AS Saint-Étienne (2002-2009)

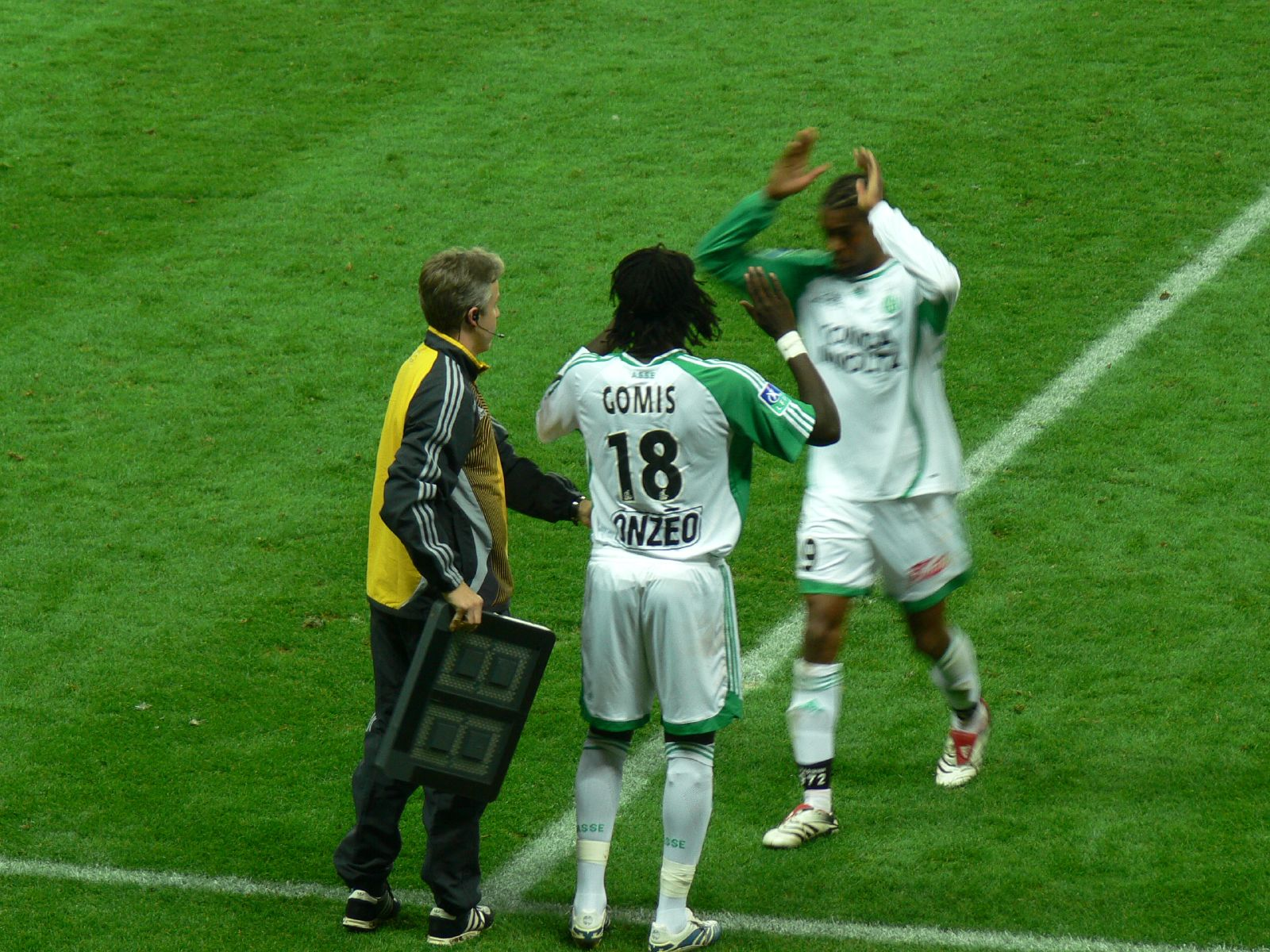
Bafétimbi Gomis remplace Frédéric Piquionne lors d'un match de la saison 2006-2007.

Il fait sa première apparition en professionnel le 18 janvier 2004 lors de la saison 2003-2004 alors que l'ASSE est en Ligue 2. Ce jour-là les Verts s'inclinent face au FC Lorient sur le score de deux buts à zéro. Il marque son premier but en professionnel dès son second match, le 31 janvier suivant, lors d'une victoire trois buts à deux contre l'US Créteil-Lusitanos. Le club termine champion de Ligue 2 et est promu dans l'élite.
Six mois après la remontée du club en Ligue 1, Gomis qui est peu utilisé dans l'équipe de l'ASSE, se retrouve prêté à l'ES Troyes qui évolue alors en Ligue 2 pour y terminer la saison. Il y marque six buts en treize matches.
La saison suivante, il retrouve l'ASSE avec qui il joue 26 matchs toutes compétitions confondues. Il commence à s'imposer petit à petit dans l'équipe des stéphanois dès la saison suivante. Le départ de Frédéric Piquionne lui assure une place régulière dans l'équipe à partir de janvier 2007. Lorsqu'il marque un but, il imite la panthère noire (symbole de l'ASSE), à l'image d'Alex, ex-joueur de l'ASSE, qui a été un exemple pour le jeune Gomis.
À l'été 2007, il engage un bras de fer avec son club, peut-être vexé de ne pas avoir été aligné contre l'Olympique de Marseille lors de l'avant-dernière journée de la saison 2006-2007. Alors que son équipe est en stage à Châtel, en Haute-Savoie, il s'entraîne à part avec un préparateur physique. Finalement, il est toujours dans l'effectif pour la saison 2007-2008 lors de laquelle il termine troisième meilleur buteur de Ligue 1 derrière Karim Benzema et Mamadou Niang, avec 16 buts à égalité avec Djibril Cissé. Cette saison-là, l'ASSE termine à la cinquième place.
Lors de la saison 2008-2009, il joue ses premiers matchs européens en Coupe UEFA lors du premier tour, contre l'Hapoël Tel-Aviv FC , le 18 septembre 2008 (victoire 1-2 de l'ASSE). Il marque deux buts lors du match retour le 2 octobre, permettant à son équipe de s'imposer (2-1 score final). Le club termine à la première place du groupe et élimine l'Olympiakos avant d'être éliminé par le Werder Brême lors des huitièmes de finale. Mais en championnat, le maintien est obtenu lors de la dernière journée.

#### Olympique lyonnais (2009-2014)
Après l'épisode de l'été 2008 qui avait vu le joueur entamer un bras de fer avec les dirigeants stéphanois qui souhaitaient le conserver dans leur effectif, on apprend le 29 juillet 2009 que l'AS Saint-Etienne et l'Olympique lyonnais trouvent un accord pour le transfert du joueur. Bafétimbi Gomis signe un contrat de cinq ans pour un montant de transfert estimé à 15 millions d'euros. Bafétimbi Gomis joue son premier match avec l'Olympique lyonnais le dimanche 2 août 2009 lors d'une rencontre amicale face au Deportivo La Corogne et y inscrit son premier but avec le maillot lyonnais. La semaine suivante, il entre en jeu lors de la première journée de championnat pour son premier match officiel. Son premier but avec l'OL en Ligue 1 a lieu dès sa première titularisation lors de la seconde journée, au Stade de Gerland face au Valenciennes FC lors d'une victoire un but à zéro. Avec l'équipe lyonnaise, il découvre la Ligue des champions et signe un doublé face au club belge du RSC Anderlecht, contribuant ainsi à la large victoire de son équipe cinq buts à un. Pour sa première saison avec l'OL, en 2009-2010, il inscrit un total de quinze buts toutes compétitions confondues, dont dix en Ligue 1 et quatre en Ligue des champions durant laquelle il atteint les demi-finales de la compétition. Malgré cela, son passé d'ancien stéphanois ne l'aide pas à se faire accepter par le public du Stade de Gerland.
Les difficultés de la première saison perdureront jusqu'à l'automne 2010. En effet, au cours de sa deuxième saison, ses performances et son entente avec l'attaquant vedette du club, Lisandro López, vont l'aider à gagner du temps de jeu et conquérir le public de Gerland. Le 22 février 2011, il inscrit un but décisif contre le Real Madrid en fin de match permettant ainsi aux deux équipes de se neutraliser, ce qui sera insuffisant pour se qualifier lors du match retour. Il termine le championnat avec un total de dix buts comme lors de l'exercice précédent.

Sa troisième saison au club est marqué par le départ de Claude Puel et son remplacement par Rémi Garde au poste d'entraîneur. Ce changement permet à l'effectif lyonnais et Bafé Gomis en particulier, de démarrer la saison dans une bien meilleure ambiance et avec de nouvelles ambitions sur le terrain. Le 7 décembre 2011, il marque le triplé le plus rapide de l'histoire de la Ligue des champions et égale le record du quadruplé le plus rapide de l'histoire de cette même coupe. En effet, lors d'un match remporté 7 buts à 1 sur la pelouse du Dinamo Zagreb, il marque un but à la 44e, puis à la 48e, puis à la 51e, et enfin un dernier à la 70e, permettant ainsi la qualification de l'Olympique lyonnais en 8e de finale. Il devient ainsi le septième joueur de l'histoire à marquer quatre buts en une rencontre de ligue des champions après Marco van Basten, Simone Inzaghi, Dado Pršo, Ruud van Nistelrooy, Andriy Chevtchenko et Lionel Messi.

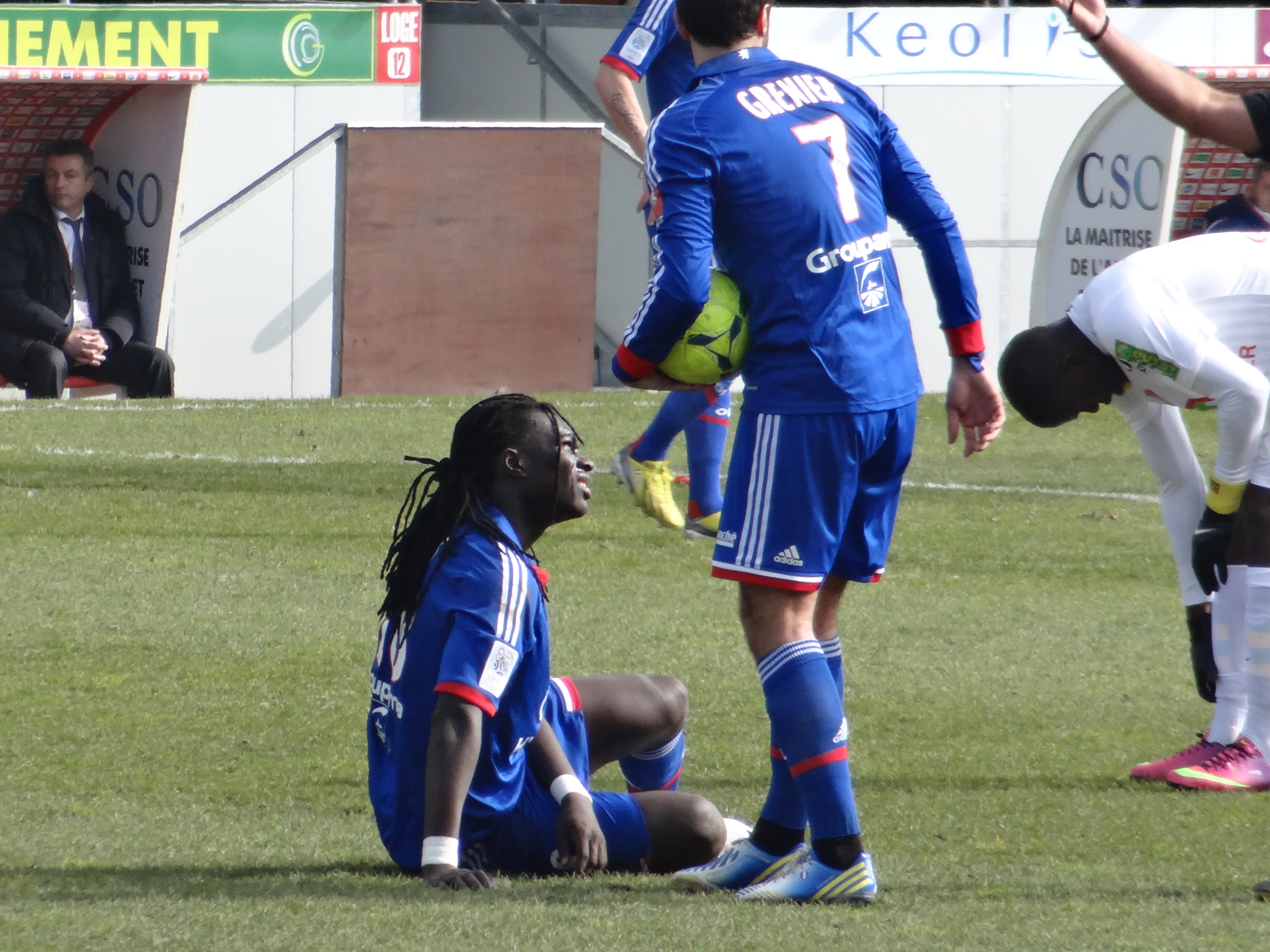
Bafétimbi Gomis lors d'un match contre le Stade brestois 29 en mars 2013.

Le 28 juillet 2012, il remporte son premier trophée de la saison avec l'OL, le Trophée des champions, remporté face à Montpellier HSC (2-2, 2 tab à 4), il marque le but de l’égalisation (1-1), sur une passe de Yoann Gourcuff. Le 28 novembre 2012, Bafétimbi Gomis inscrit un triplé contre l'Olympique de Marseille, l'Olympique lyonnais remporte le match 4-1, son premier triplé en Ligue 1. Gomis termine la saison avec un total de seize buts.
Lors du début de saison 2013, l'Olympique lyonnais souhaite se séparer de Bafétimbi Gomis. Il est alors mis à la disposition de l'équipe réserve où lors de son premier match officiel il réalise un doublé dont un pénalty permettant à son équipe de s'imposer dans les dernières minutes contre Raon-l'Étape. Dès la 5e journée, il revient dans le groupe lyonnais. Dès la 6e journée, il marque son premier but de la saison. Le 18 décembre 2013, en huitième de finale de la Coupe de la Ligue, Gomis ouvre le score contre le Stade de Reims (score final 3-2 pour l'Olympique lyonnais). Il porte son total à 22 buts toutes compétitions confondues lors de cette saison, l'une de ses plus abouties à l'OL.

#### Swansea City (2014-2017)
Le 27 juin 2014, libre de tout contrat, Gomis rejoint Swansea City qui évolue en Premier League. Il marque son premier but contre Arsenal le 9 novembre 2014, permettant à son équipe de s'imposer contre les Gunners sur le score de 2-1. Malgré ce but, il a de nombreuses difficultés à s'imposer, barré notamment par l'Ivoirien Wilfried Bony. Il profite du départ à la CAN puis à Manchester City de ce dernier pour s'installer en pointe de l'attaque des Swans. Il inscrit un doublé le 3 janvier 2015 en FA Cup au Tranmere Rovers FC. Le 21 février 2015, il inscrit le but de la victoire face à Manchester United d'une déviation involontaire de la tête sur une frappe de Shelvey. C'est alors son deuxième but en championnat en 23 apparitions. Le 21 mars 2015, il offre la victoire aux Swans en marquant l'unique but de la rencontre face à Aston Villa. Le 4 avril 2015, il marque son premier doublé en Premier League face à Hull City, son deuxième en Angleterre. Le 4 mars 2015, à White Hart Lane contre Tottenham, Bafé est victime d'un malaise et est contraint de sortir sur civière. Plus impressionnant que grave, Gomis expliquera que « son malaise est dû à l'état de santé de son père ». Le 16 avril 2015, contre Everton en championnat, alors qu'il effectue une frappe aux abords de la surface de réparation, Gomis se blesse aux ischio-jambiers et doit quitter ses coéquipiers. Sa blessure l'éloigne des terrains pour une durée d'un mois. Le 11 mai, il revient de blessure contre Arsenal et est décisif en inscrivant le seul but de la rencontre en toute fin de partie.
Après un bon début de saison 2015-2016, il connaît une longue période de disette, mais parvient à marquer contre West Ham lors de l'avant-dernière journée grâce à une passe d'André Ayew. Il marque sept buts en 35 rencontres soit son plus mauvais ratio depuis plus de dix ans.

#### Olympique de Marseille (2016-2017)
Le 29 juillet 2016, il signe à l'Olympique de Marseille un prêt d'une saison sans option d'achat. Il joue son premier match officiel sous ses nouvelles couleurs en étant titularisé lors de la première journée de Ligue 1 lors de la réception du Toulouse FC. Il marque son premier but sous le maillot marseillais lors de la troisième journée de championnat contre le FC Lorient. Le 27 janvier 2017 il inscrit le deuxième triplé de sa carrière face au Montpellier HSC lors d'une victoire sur un score fleuve de 5-1 au Vélodrome. Gomis réalise, à Marseille, la meilleure saison de sa carrière avec 20 buts en 34 matchs joués.

#### Galatasaray SK (2017-2018)
Le 28 juin 2017, Bafétimbi Gomis paraphe un contrat de trois ans avec le club turc de Galatasaray SK. Le coût du transfert est de 2,5 millions d'euros. Il inscrit un doublé lors du premier match de championnat face à Kayserispor. Le 23 février 2018, lors de la 23e journée du championnat, il inscrit un triplé face à Bursaspor. La journée suivante, il inscrit un quadruplé face au Kardemir Karabükspor. Il remporte le championnat en finissant meilleur buteur avec 29 réalisations soit le meilleur total de sa carrière.

#### Al-Hilal FC (2018-2022)
Le 23 août 2018, il signe un contrat de deux ans en faveur du club saoudien d'Al-Hilal FC.
Gomis inscrit son premier but pour le club le 15 septembre 2018 face à Al-Raed SFC, en championnat. Titulaire, il ouvre le score et participe à la victoire de son équipe (1-3 score final).
Il démarre sa première saison en inscrivant quatre buts en autant de rencontres. Cependant, Al-Hilal ne parvient pas à conserver son titre de champion et termine vice-champion d'Arabie saoudite derrière Al-Nasr Riyad.
En novembre 2019, il devient le premier français à remporter la Ligue des champions d'Asie et marque le deuxième but de son équipe lors du match retour de la finale face aux Urawa Red Diamonds. Déjà vainqueurs du match aller de la finale (1-0), Bafétimbi Gomis et ses coéquipiers gagnent la seconde manche à l'extérieur (2-0), avec notamment un but. face à Urawa Reds (Japon). Ce troisième titre continental permet à Al-Hilal de décrocher son billet pour la Coupe du monde des clubs, programmée au Qatar du 11 au 21 décembre.
En quart de finale de la Coupe du monde des clubs de la FIFA 2019, face à l'Espérance Tunis, il trouve la faille en fin de rencontre. Avec cette victoire 1-0, Al-Hilal rejoint le dernier carré de la compétition et avant d’être éliminé par Flamengo en demi-finale (3-1).
Le 30 décembre, son club bat largement Al-Adalh, 7-0. L'ancien Lyonnais et Marseillais se distignue en inscrivant un triplé.
Le 25 juillet 2020, il prolonge à Al-Hilal jusqu'en juin 2022, et dispose d'une option pour continuer une année supplémentaire. Auteur de 35 buts et 6 passes décisives en 48 matches pour sa première saison (meilleur buteur du championnat d'Arabie saoudite), Gomis confirme lors de sa deuxième année, sous les ordres de Răzvan Lucescu.
À l'occasion de la 26e journée, face à Al-Ahli (défaite 2-1), l'attaquant français s'écroule dans la surface, victime d'un malaise. Le staff médical intervient rapidement et le joueur de 35 ans put terminer la rencontre.
Dans un match décisif dans la course au titre sur la pelouse du Al Shabab d'Éver Banega, il permet à son équipe de s'imposer largement (5-1) en inscrivant un doublé le 7 mai 2021. Deux nouvelles réalisations qui lui permettent d'atteindre la barre des 100 buts avec le club saoudien.

#### Retour à Galatasaray (2022-2023)
Le 2 février 2022, Bafétimbi Gomis fait son retour au Galatasaray SK, où il avait déjà évolué de 2017 à 2018. Il revient sur un transfert libre après son départ du club saoudien Al-Hilal. Sur le plan personnel, il réalise une bonne demi-saison avec 9 buts en 14 rencontres de Süperlig mais au niveau collectif les objectifs ne sont pas atteint et Galatasaray termine 13e du classement (Le pire classement dans l'histoire du club).
Lors de la saison 2022-2023, Bafétimbi Gomis n'est pas titulaire malgré sa bonne saison. Cela est du notamment à cause des recrutements de Haris Seferovic et de Mauro Icardi. Si le premier ne parvient pas à s'imposer à Galatasaray, Icardi quant à lui performe sous le maillot turc. Bafétimbi Gomis ne se contentera que de quelques minutes par match. Il a joué 28 matchs toutes compétitions confondues marquant 10 buts et réalisant 3 passes décisives.
A l'issue de la saison, il célèbre le 23e titre de champion de Galatasaray, son deuxième. Au moment de rentrer sur la pelouse, il entre avec la chanteuse turc Aleyna Tilki  et sa musique "Sen Olsan Bari" car lors de la saison 2017-2018 les supporters de Galatasaray avaient associé cette musique avec le joueur.

#### Kawasaki Frontale (2023-2024)
Le 8 août 2023 il s'engage avec le club japonais Kawasaki Frontale. Début octobre 2024, le club annonce la résiliation de son contrat, d'un commun accord avec le joueur.
Le 10 novembre 2024, il annonce mettre un terme à sa carrière de joueur, à l'âge de 39 ans. 

### Carrière internationale (2008-2013)
Pour la première fois, à l'automne 2007, Bafétimbi Gomis fait partie de la pré-sélection de l'équipe de France A de football. Dans le même temps, il refuse la proposition de la sélection sénégalaise de participer avec elle à la Coupe d'Afrique des nations 2008.
Le 18 mai 2008, il apparaît dans la liste des 30 joueurs présélectionnés, établie par Raymond Domenech en vue de l'Euro 2008, aux côtés de Karim Benzema, Franck Ribéry, Nicolas Anelka ou encore Thierry Henry. Le 27 mai 2008, lors du match de préparation à l'Euro 2008, France-Équateur au Stade des Alpes de Grenoble, Gomis remplace Djibril Cissé à la mi-temps pour sa première sélection chez les Bleus. Il marque à cette occasion ses deux premiers buts en équipe de France. Cette performance n'est pas sans rappeler celle de Zinédine Zidane qui avait inscrit lui aussi un doublé lors de sa première sélection, le 17 août 1994 face à la Tchéquie et qu'aucun autre nouvel appelé n'avait réalisé depuis. D'autre part, Gomis fut ce jour-là le premier joueur de l'AS Saint-Étienne à jouer en équipe de France depuis 13 ans (le précédent étant Laurent Blanc le 26 avril 1995 contre la Slovaquie). Le lendemain, Gomis est retenu par le sélectionneur Raymond Domenech dans la liste des 23 joueurs de l'Équipe de France pour participer à l'Euro 2008. Le 9 juin 2008, Bafé Gomis joue son premier match dans une phase finale de compétition avec l'Équipe de France en remplaçant Nicolas Anelka lors de la rencontre France - Roumanie (0-0)  et puis le Pays-Bas (défaite 4-1) dans le cadre de l'Euro 2008.
Le 5 octobre 2009, Gomis est rappelé en équipe de France en remplacement de Franck Ribéry par Raymond Domenech pour des rencontres face aux Îles Féroé et à l'Autriche pour le compte des qualifications au mondial 2010 en Afrique du Sud. Alors qu'il s'entraînait avec le reste du groupe à Guingamp le mercredi 7 octobre, Bafétimbi Gomis est victime de son troisième malaise vagal de la saison. Après une perte de connaissance brève de quelques secondes, il reprend l'entraînement normalement.
En 2011, à la suite de son bon début de saison avec l'Olympique lyonnais, 8 buts lors des 12 premiers matchs, Laurent Blanc le convoque le 29 septembre 2011 pour les deux dernières rencontres de la phase de qualification pour l'Euro 2012 contre l'Albanie et la Bosnie-Herzégovine. C'est sa première convocation depuis que Laurent Blanc a pris ses fonctions de sélectionneur le 2 juillet 2010.
Le 15 août 2012, Gomis est appelé en équipe de France par le nouveau sélectionneur Didier Deschamps. Dans le nouveau stade du Havre, Gomis entre en jeu à la 75e minute pour remplacer le nouveau joueur d'Arsenal, Olivier Giroud. Il s'agit de la septième sélection de Gomis en équipe de France. Le 14 novembre 2012, Gomis entre en jeu à la 67e minute à la place d’Olivier Giroud et marque le but de la victoire à son premier ballon face à l'Italie. Il n'est plus rappelé par le sélectionneur après la défaite face au Brésil (3-0) lors de la tournée en Amérique du Sud.

## Célébration de but
Bafétimbi Gomis célèbre la majorité de ses buts en imitant une panthère ; ceci fait référence à la célébration de l'ancien attaquant stéphanois Alex, qui rendait lui-même hommage à Salif Keïta, le surnom de « panthère » de ce dernier donnant naissance à la mascotte de l'ASSE,. Cette célébration est d'ailleurs incluse dans le jeu vidéo FIFA 16

## Statistiques

### Statistiques générales
| Saison                | Club                          | Championnat           | Championnat | Championnat | Championnat | Coupe nationale | Coupe nationale | Coupe nationale | Coupe de la Ligue | Coupe de la Ligue | Coupe de la Ligue | Supercoupe | Supercoupe | Supercoupe | Compétition(s) continentale(s) | Compétition(s) continentale(s) | Compétition(s) continentale(s) | Compétition(s) continentale(s) | France | France | France | Total | Total | Total |
| Saison                | Club                          | Division              | M.          | B.          | P.d.        | M.              | B.              | P.d.            | M.                | B.                | P.d.              | M.         | B.         | P.d.       | Comp.                          | M.                             | B.                             | P.d.                           | M.     | B.     | P.d.   | M.    | B.    | P.d.  |
| 2003-2004             | AS Saint-Étienne              | Ligue 2               | 11          | 2           | 0           | 1               | 0               | 0               | 2                 | 0                 | 0                 | -          | -          | -          | -                              | -                              | -                              | -                              | -      | -      | -      | 14    | 2     | 0     |
| 2004-2005             | AS Saint-Étienne              | Ligue 1               | 6           | 0           | 0           | 1               | 0               | 0               | -                 | -                 | -                 | -          | -          | -          | -                              | -                              | -                              | -                              | -      | -      | -      | 7     | 0     | 0     |
| 2005-2006             | AS Saint-Étienne              | Ligue 1               | 24          | 2           | 1           | 1               | 0               | 0               | 1                 | 0                 | 0                 | -          | -          | -          | CI                             | -                              | -                              | -                              | -      | -      | -      | 26    | 2     | 1     |
| 2006-2007             | AS Saint-Étienne              | Ligue 1               | 30          | 10          | 2           | 3               | 3               | 0               | 1                 | 0                 | 0                 | -          | -          | -          | -                              | -                              | -                              | -                              | -      | -      | -      | 34    | 13    | 2     |
| 2007-2008             | AS Saint-Étienne              | Ligue 1               | 35          | 16          | 4           | 1               | 0               | 0               | 1                 | 0                 | 0                 | -          | -          | -          | -                              | -                              | -                              | -                              | 4      | 2      | 0      | 41    | 18    | 4     |
| 2008-2009             | AS Saint-Étienne              | Ligue 1               | 36          | 10          | 4           | 2               | 1               | 0               | 1                 | 1                 | 0                 | -          | -          | -          | C3                             | 8                              | 4                              | 2                              | -      | -      | -      | 47    | 16    | 6     |
| Sous-total            | Sous-total                    | Sous-total            | 142         | 40          | 11          | 9               | 4               | 0               | 6                 | 1                 | 0                 | -          | -          | -          | -                              | 8                              | 4                              | 2                              | 4      | 2      | 0      | 169   | 51    | 13    |
| 2004-2005             | ES Troyes AC (prêt)           | Ligue 2               | 13          | 6           | 0           | -               | -               | -               | -                 | -                 | -                 | -          | -          | -          | -                              | -                              | -                              | -                              | -      | -      | -      | 13    | 6     | 0     |
| Sous-total            | Sous-total                    | Sous-total            | 13          | 6           | 0           | -               | -               | -               | -                 | -                 | -                 | -          | -          | -          | -                              | -                              | -                              | -                              | -      | -      | -      | 13    | 6     | 0     |
| 2009-2010             | Olympique lyonnais            | Ligue 1               | 37          | 10          | 4           | 2               | 1               | 1               | 2                 | 0                 | 0                 | -          | -          | -          | C1                             | 10                             | 4                              | 0                              | 1      | 0      | 0      | 52    | 15    | 5     |
| 2010-2011             | Olympique lyonnais            | Ligue 1               | 35          | 10          | 3           | 2               | 0               | 0               | 1                 | 0                 | 0                 | -          | -          | -          | C1                             | 7                              | 2                              | 0                              | -      | -      | -      | 45    | 12    | 3     |
| 2011-2012             | Olympique lyonnais            | Ligue 1               | 36          | 14          | 2           | 6               | 4               | 0               | 3                 | 1                 | 0                 | -          | -          | -          | C1                             | 9                              | 6                              | 0                              | 1      | 0      | 0      | 55    | 25    | 2     |
| 2012-2013             | Olympique lyonnais            | Ligue 1               | 37          | 16          | 3           | 1               | 1               | 0               | 1                 | 1                 | 0                 | 1          | 1          | 0          | C3                             | 5                              | 2                              | 1                              | 6      | 1      | 0      | 51    | 22    | 4     |
| 2013-2014             | Olympique lyonnais            | Ligue 1               | 33          | 14          | 1           | 3               | 2               | 1               | 4                 | 3                 | 0                 | -          | -          | -          | C3                             | 9                              | 3                              | 0                              | -      | -      | -      | 49    | 22    | 2     |
| Sous-total            | Sous-total                    | Sous-total            | 178         | 64          | 13          | 14              | 8               | 2               | 11                | 5                 | 0                 | 1          | 1          | 0          | -                              | 40                             | 17                             | 1                              | 8      | 1      | 0      | 252   | 96    | 16    |
| 2014-2015             | Swansea City                  | Premier League        | 31          | 7           | 0           | 2               | 2               | 2               | 3                 | 1                 | 0                 | -          | -          | -          | -                              | -                              | -                              | -                              | -      | -      | -      | 36    | 10    | 2     |
| 2015-2016             | Swansea City                  | Premier League        | 33          | 6           | 0           | 1               | 1               | 0               | 1                 | 0                 | 0                 | -          | -          | -          | -                              | -                              | -                              | -                              | -      | -      | -      | 35    | 7     | 0     |
| Sous-total            | Sous-total                    | Sous-total            | 64          | 13          | 0           | 3               | 3               | 2               | 4                 | 1                 | 0                 | -          | -          | -          | -                              | -                              | -                              | -                              | -      | -      | -      | 71    | 17    | 2     |
| 2016-2017             | Olympique de Marseille (prêt) | Ligue 1               | 31          | 20          | 2           | 1               | 0               | 0               | 2                 | 1                 | 1                 | -          | -          | -          | -                              | -                              | -                              | -                              | -      | -      | -      | 34    | 21    | 3     |
| Sous-total            | Sous-total                    | Sous-total            | 31          | 20          | 2           | 1               | 0               | 0               | 2                 | 1                 | 1                 | -          | -          | -          | -                              | -                              | -                              | -                              | -      | -      | -      | 34    | 21    | 3     |
| 2017-2018             | Galatasaray SK                | Süper Lig             | 33          | 29          | 5           | 5               | 3               | 1               | -                 | -                 | -                 | -          | -          | -          | C3                             | 2                              | 0                              | 0                              | -      | -      | -      | 40    | 32    | 6     |
| 2018                  | Galatasaray SK                | Süper Lig             | 1           | 0           | 0           | -               | -               | -               | -                 | -                 | -                 | 1          | 0          | 0          | -                              | -                              | -                              | -                              | -      | -      | -      | 2     | 0     | 0     |
| Sous-total            | Sous-total                    | Sous-total            | 34          | 29          | 5           | 5               | 3               | 1               | -                 | -                 | -                 | 1          | 0          | 0          | -                              | 2                              | 0                              | 0                              | -      | -      | -      | 42    | 32    | 6     |
| 2018-2019             | Al-Hilal FC                   | D1                    | 30          | 21          | 7           | 3               | 7               | 1               | -                 | -                 | -                 | -          | -          | -          | ZCC+AFC                        | 6+6                            | 5+4                            | 1+0                            | -      | -      | -      | 45    | 37    | 9     |
| 2019-2020             | Al-Hilal FC                   | D1                    | 29          | 27          | 4           | 4               | 1               | 0               | -                 | -                 | -                 | -          | -          | -          | CMC+AFC+AFC                    | 3+8+2                          | 2+7+3                          | 0+0+0                          | -      | -      | -      | 46    | 40    | 4     |
| 2020-2021             | Al-Hilal FC                   | D1                    | 30          | 24          | 4           | 1               | 0               | 0               | -                 | -                 | -                 | 1          | 0          | 0          | AFC+AFC                        | 2+6                            | 0+3                            | 0+0                            | -      | -      | -      | 40    | 27    | 4     |
| 2021-2022             | Al-Hilal FC                   | D1                    | 17          | 9           | 0           | 1               | 0               | 0               | -                 | -                 | -                 | 1          | 0          | 0          | AFC+AFC                        | 4                              | 3                              | 2                              | -      | -      | -      | 23    | 12    | 2     |
| Sous-total            | Sous-total                    | Sous-total            | 106         | 81          | 15          | 9               | 8               | 1               | -                 | -                 | -                 | 2          | 0          | 0          | -                              | 37                             | 27                             | 3                              | -      | -      | -      | 154   | 116   | 19    |
| 2022                  | Galatasaray SK                | Süper Lig             | 14          | 9           | 0           | -               | -               | -               | -                 | -                 | -                 | -          | -          | -          | C3                             | 2                              | 0                              | 0                              | -      | -      | -      | 16    | 9     | 0     |
| 2022-2023             | Galatasaray SK                | Süper Lig             | 23          | 8           | 0           | 5               | 2               | 3               | -                 | -                 | -                 | -          | -          | -          | -                              | -                              | -                              | -                              | -      | -      | -      | 28    | 10    | 3     |
| Sous-total            | Sous-total                    | Sous-total            | 37          | 17          | 0           | 5               | 2               | 3               | -                 | -                 | -                 | -          | -          | -          | -                              | 2                              | 0                              | 0                              | -      | -      | -      | 44    | 19    | 3     |
| 2023                  | Kawasaki Frontale             | J1 League             | 8           | 0           | 3           | 1               | 0               | 0               | -                 | -                 | -                 | -          | -          | -          | -                              | -                              | -                              | -                              | -      | -      | -      | 9     | 0     | 3     |
| 2024                  | Kawasaki Frontale             | J1 League             | 9           | 3           | 0           | -               | -               | -               | -                 | -                 | -                 | -          | -          | -          | AFC                            | 5                              | 0                              | 0                              | -      | -      | -      | 14    | 3     | 0     |
| Sous-total            | Sous-total                    | Sous-total            | 17          | 3           | 3           | 1               | 0               | 0               | -                 | -                 | -                 | -          | -          | -          | -                              | 5                              | 0                              | 0                              | -      | -      | -      | 23    | 3     | 3     |
| Total sur la carrière | Total sur la carrière         | Total sur la carrière | 622         | 273         | 49          | 47              | 28              | 9               | 23                | 8                 | 1                 | 4          | 1          | 0          | -                              | 94                             | 48                             | 6                              | 12     | 3      | 0      | 802   | 361   | 65    |

### Liste des matches internationaux
| Matches internationaux de Bafétimbi Gomis | Matches internationaux de Bafétimbi Gomis | Matches internationaux de Bafétimbi Gomis | Matches internationaux de Bafétimbi Gomis | Matches internationaux de Bafétimbi Gomis | Matches internationaux de Bafétimbi Gomis | Matches internationaux de Bafétimbi Gomis                           |
|                                           | Date                                      | Lieu                                      | Adversaire                                | Résultat                                  | Compétition                               | Notes                                                               |
| ----------------------------------------- | ----------------------------------------- | ----------------------------------------- | ----------------------------------------- | ----------------------------------------- | ----------------------------------------- | ------------------------------------------------------------------- |
| 1.                                        | 27 mai 2008                               | Stade des Alpes, Grenoble, France         | Équateur                                  | 2 - 0                                     | Match amical                              | Entre en jeu à la place de Djibril Cissé à la 46e minute de jeu.    |
| 2.                                        | 31 mai 2008                               | Stadium municipal, Toulouse, France       | Paraguay                                  | 0 - 0                                     | Match amical                              | Entre en jeu à la place de Thierry Henry à la 46e minute de jeu.    |
| 3.                                        | 9 juin 2008                               | Stade du Letzigrund, Zurich, Suisse       | Roumanie                                  | 0 - 0                                     | Euro 2008                                 | Entre en jeu à la place de Nicolas Anelka à la 72e minute de jeu.   |
| 4.                                        | 13 juin 2008                              | Stade de Suisse, Berne, Suisse            | Pays-Bas                                  | 4 - 1                                     | Euro 2008                                 | Entre en jeu à la place de Florent Malouda à la 60e minute de jeu.  |
| 5.                                        | 14 octobre 2009                           | Stade de France, Saint-Denis, France      | Autriche                                  | 3 - 1                                     | Éliminatoires mondial 2010                | Entre en jeu à la place de Karim Benzema à la 79e minute de jeu.    |
| 6.                                        | 7 octobre 2011                            | Stade de France, Saint-Denis, France      | Albanie                                   | 3 - 0                                     | Éliminatoires Euro 2012                   | Titulaire et remplacé par Djibril Cissé à la 80e minute de jeu.     |
| 7.                                        | 15 août 2012                              | Stade Océane, Le Havre, France            | Uruguay                                   | 0 - 0                                     | Match amical                              | Entre en jeu à la place de Olivier Giroud à la 75e minute de jeu.   |
| 8.                                        | 7 septembre 2012                          | Stade olympique, Helsinki, Finlande       | Finlande                                  | 0 - 1                                     | Éliminatoires mondial 2014                | Entre en jeu à la place de Franck Ribéry à la 88e minute de jeu.    |
| 9.                                        | 12 octobre 2012                           | Stade de France, Saint-Denis, France      | Japon                                     | 0 - 1                                     | Match amical                              | Entre en jeu à la place de Clément Chantôme à la 75e minute de jeu. |
| 10.                                       | 14 novembre 2012                          | Stade Ennio-Tardini, Parme, Italie        | Italie                                    | 1 - 2                                     | Match amical                              | Entre en jeu à la place d'Olivier Giroud à la 63e minute de jeu.    |
| 11.                                       | 5 juin 2013                               | Stade Centenario, Montevideo, Uruguay     | Uruguay                                   | 1 - 0                                     | Match amical                              | Entre en jeu à la place d'Olivier Giroud à la 58e minute de jeu.    |
| 12.                                       | 9 juin 2013                               | Arena do Grêmio, Porto Alegre, Brésil     | Brésil                                    | 3 - 0                                     | Match amical                              | Entre en jeu à la place de Yohan Cabaye à la 82e minute de jeu.     |

### Buts internationaux
| 0   | Date             | Lieu                               | Compétition  | Résultat | Adversaire | Détail | Détail        | Détail | Sél. |
| --- | ---------------- | ---------------------------------- | ------------ | -------- | ---------- | ------ | ------------- | ------ | ---- |
| 1er | 27 mai 2008      | Stade des Alpes, Grenoble, France  | Match amical | V 2-0    | Équateur   | 59e    | du pied droit | 1-0    | 1re  |
| 2e  | 27 mai 2008      | Stade des Alpes, Grenoble, France  | Match amical | V 2-0    | Équateur   | 86e    | du pied droit | 2-0    | 1re  |
| 3e  | 14 novembre 2012 | Stade Ennio-Tardini, Parme, Italie | Match amical | V 1-2    | Italie     | 67e    | du pied droit | 1-2    | 10e  |

## Palmarès

### En club
| AS Saint-Étienne (1) :                                 | Olympique lyonnais (2) : | Galatasaray SK (3) :                                                                                        | Al-Hilal FC (7) : | Kawasaki Frontale (2) :                                                          |
| ------------------------------------------------------ | --- | --- | --- | -------------------------------------------------------------------------------- |
| - Championnat de France de Ligue 2 - Champion en 2004. | - Championnat de France - Vice-champion en 2010. - Coupe de France - Vainqueur en 2012. - Coupe de la Ligue - Finaliste en 2012 et 2014. - Trophée des champions - Vainqueur en 2012. | - Championnat de Turquie - Champion en 2018, 2019 et 2023. - Finaliste de la Supercoupe de Turquie en 2018. | - Championnat d'Arabie saoudite - Champion en 2020, 2021 et 2022. - Vice-champion en 2019. - Ligue des champions de l'AFC - Champion en 2019 et 2021. - Coupe du Roi des champions - Vainqueur en 2020. - Supercoupe d'Arabie saoudite - Vainqueur en 2022. - Finaliste en 2021. | - Coupe du Japon - Vainqueur en 2023. - Supercoupe du Japon - Vainqueur en 2024. |

### Distinctions individuelles
- En 2007 :
  - Trophée du joueur du mois de Ligue 1 UNFP en janvier
- En 2018 :
  - Meilleur joueur de Süper Lig
  - Meilleur attaquant de Süper Lig
  - Meilleur buteur de Süper Lig (29 buts)
- En 2019 :
  - Meilleur joueur de la Ligue des champions de l'AFC
  - Meilleur buteur de la Ligue des Champions d'Asie (11 buts)
- En 2021 :
  - Meilleur buteur du championnat d'Arabie saoudite[46] (24 buts)

### Records
- 1er joueur français à inscrire un quadruplé en Ligue des Champions[47].
- 4e meilleur buteur français de l'histoire toutes compétitions confondues (358 buts)[48]
- Triplé le plus rapide de l'histoire de la Ligue des Champions (420 secondes)[47]
- Quadruplé le plus rapide de l'histoire de la Ligue des Champions (1620 secondes)[47]

## Vie privée
En février 2012, il participe pour la première fois au concert des Enfoirés à Lyon diffusé le vendredi 16 mars 2012.
En juin 2012, Gomis est suspecté de viol en réunion avec son ami Yohan Benalouane contre une jeune femme. Ils seront innocentés en mars 2014.
Depuis le 12 septembre 2012, il est papa d'un petit Dione qu'il a eu avec sa compagne Anaïs. Depuis le 22 janvier 2016, il est papa d'une petite Yzatis.
Gomis est un grand fan du jeu de simulation Football Manager. Il a grandi avec son cousin, Nampalys Mendy.
L'ancien attaquant de l'OL a célébré son mariage dans la capitale des Gaules avec sa femme, Anaïs, samedi 24 juin 2023.